# SMS-CB

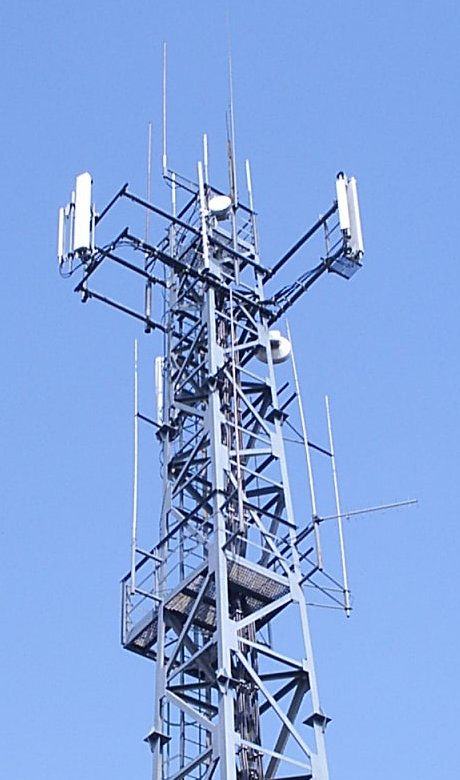
BTS (Base Transceiver Station).

## Sơ lược
Gửi tin nhắn quảng bá tới từng cell (Cell Broadcast - CB) là tính năng của công nghệ thông tin di động được định nghĩa bởi bộ phận GSM của ETSI. Đây là một phần của chuẩn GSM. Nó thường được biết đến với tên gọi Short message service-Cell Broadcast (SMS-CB).
CB được thiết kế nhằm cung cấp tin nhắn, một cách đồng thời, tới nhiều thuê bao trong vùng phủ sóng đã được xác định. Đặc trưng của CB là "quảng bá" (Broadcast), bản tin được phát đi từ nhà cung cấp dịch vụ nội dung tới một khu vực được phủ sóng di động đã xác định, tất cả các thuê bao nằm trong cùng một khu vực được phủ sóng dịch vụ đó sẽ nhận được tin nhắn này. Kiểu tin nhắn CB này được phát triển cho công nghệ 2G và được hỗ trợ bởi UMTS và được định nghĩa trong tài liệu 3GPP.
Công nghệ nhắn tin CB được sử dụng lần đầu ở Paris vào năm 1997. Một số nhà khai thác dịch vụ di động sử dụng CB để: Trao đổi mã vùng của cell với thiết bị đầu cuối (cell phone) thông qua kênh 050, dự báo thời tiết, gửi bản tin cảnh báo trong phạm vi toàn thành phố, gửi tin nhắn hàng loạt, cung cấp tin tức theo khu vực v.v... Tại thời điểm này, không phải mọi nhà khai thác dịch vụ đều đã kích họa chức năng phát CB trong hệ thống mạng của mình, ngoài ra, mới chỉ một số thiết bị đầu cuối (cell phone) hỗ trợ nhận bản tin CB.
CB là công nghệ cho phép chia sẻ bản tin, dạng văn bản hoặc mã nhị phân đã được định nghĩa, tới tất cả các thiết bị đầu cuối đang kết nối tới khu vực cung cấp dịch vụ. Khác với SMS thông thường, chỉ có thể chia sẻ kiểu một - một, từ đầu cuối này tới đầu cuối khác, SMS-CB chia sẻ bản tin theo kiểu "nguồn cấp tin - khu vực phủ sóng"
Điều này cho phép nhà cung cấp dịch vụ nội dung có thể gửi một tin nhắn tới rất nhiều thiết bị đầu cuối trong một lần gửi. Đồng thời, nguồn chia sẻ bản tin cũng không xác nhận được những thiết bị đầu cuối nào đã nhận bản tin CB (có thể dự đoán dựa trên sự hiện diện của thiết bị đầu cuối trong khu vực phủ sóng - độ tin cậy thấp). Ngoài ra, để có thể nhận được tin nhắn CB, công nghệ của thiết bị đầu cuối phải hỗ trợ việc nhận bản tin CB và kênh CB tương ứng trên thiết bị đầu cuối phải được mở.
Việc phát CB là một chiều, không chịu ảnh hưởng của lưu lượng tải truy cập, do vậy, kiểu phát này có thể được sử dụng như một kênh cảnh báo, trong trường hợp có thiên tai, thảm họa, tai nạn v.v... Ví dụ như thảm họa đánh bomb ở London ngày 07/07/2005. Trong thảm họa sóng thần ở châu Á, nhà khai thác dịch vụ Sri Lanka thông qua hệ thống GSM, đã liên tục phát bản tin CB để gửi cảnh báo sóng thần tới các thuê bao của mình.
Kiểu phát sóng CB được phổ biến rộng rãi kể từ năm 2008. Tại châu Âu, hầu hết các thiết bị đầu cuối đều hỗ trợ việc nhận bản tin CB, hầu hết các nhà cung cấp dịch vụ di động lớn đã triển khai công nghệ CB cho hệ thống của mình.
CB là công nghệ di động, cho phép quảng bá bản tin có độ dài lên tới 93 ký tự mỗi trang và lên tới 15 trang tới mọi thiết bị đầu cuối trong cùng một khu vực phủ sóng. Phạm vi phủ sóng có thể là một cell hoặc là một vùng cung cấp dịch vụ được phủ sóng bởi nhiều BTS.

## Công nghệ
Một trang tin nhắn CB bao gồm 82 octet, tương đương với 93 ký tự của bộ ký tự mặc định. Có thể ghép tới 15 trang để tạo nên một tin nhắn CB. Các trang của một bản tin CB có cùng một tham số định danh tin nhắn (message identifier - MI), được sử dụng để xác định nguồn của tin nhắn, và cùng một mã số (serial number). Sử dụng những thông tin này, thiết bị đầu cuối có thể xác định tin nhắn và bỏ qua nếu tin nhắn đã được nhận.
Trung tâm phát bản tin quảng bá (Cell Broadcast Centre - CBC), nguồn phát bản tin BC, kết nối tới tới BSC (Base Station Controller) để phát bản tin trên sóng 2G và kết nối tới RNC (Radio Network Controller) để phát bản tin trên sóng 3G. 
Giao thức sử dụng để kết nối CBC với BSC phụ thuộc vào từng nhà cung cấp BSC khác nhau. Chẳng hạn, với BSC Alcatel, giao thức sử dụng là XoT (X.25 over TCP/IP), nhưng với Ericsson lại là telnet (thông qua hệ thống OSS - một dạng gateway) v.v...
CBC kết nối tới RNC trên giao diện Iu-CB thông qua giao thức SABP (Service Area Broadcast Protocol) - được đặc tả trong tài liệu 3GPP - chuẩn TS 25.419.
CBC gửi bản tin CB tới BSC/RNC, trong bản tin này có thông tin danh sách các cell sẽ phát bản tin, số lần phát và tần suất phát bản tin, BSC/RNC sẽ phát bản tin SMS-CB tới các BTS (đối với BSC) và NodeB (đối với RNC), là đơn vị trực tiếp quản lý cells có trong danh sách.
Trong mạng GSM, bản tin SMS-CB được phát thông qua giao diện vô tuyến trên một kênh báo hiệu đặc biệt - kênh quảng bá tới cell (Cell Broadcast Channel - CBCH). CBCH sử dụng lại một trong số các kênh báo hiệu (SDCCH). Chỉ có duy nhất một kênh CBCH đối với mỗi cell trong mạng thông tin di động. Đặc tả kỹ thuật của GSM cho phép gửi đúng một trang tin SMS-CB trong mỗi 1,883s đối với chế độ cơ bản và có thể gửi hai trang trong chế độ mở rộng (đối với mỗi 1,883s). Tuy nhiên, chế độ mở rộng là tùy chọn của mạng GSM, nó đòi hỏi sự hỗ trợ về mặt công nghệ trên chính thiết bị đầu cuối, do vậy, thực tế, thường chỉ có chế độ cơ bản được áp dụng.